# Idioma popoluca (Texistepec)
El popoluca de Texistepec (o zoque de Texistepec) es una lengua mixe-zoque de la rama zoque hablada dentro del grupo étnico formado por unas 400 personas en 2007 (número indeterminado de hablantes). En 2010 se encontró sólo un hablantes competente, por lo que la lengua está en claro peligro de extinción. Históricamente la comunidad lingüísica que hablaba popoluca de Texistepec ocupó el parte del estado mexicano de Veracruz.

## Clasificación
De las lenguas mixe-zoques, el popoluca de Texistepec está más estrechamente emparentado con el popoluca de la sierra, y algo más distante con el resto de lenguas zoqueanas. Además de estas dos, existen otras dos lenguas llamadas popoluca: el popoluca de Sayula y el popoluca de Oluta, que no son especialmente cercanas al popoluca de Texistepec, ya que estas dos lenguas de hecho pertenecen a la rama mixeana.
El popoluca de Texistepec ha sido documentado principalmente por el trabajo del antropólogo y lingüista danés Søren Wichmann y por el lingüista Ehren Reilly.

## Descripción lingüística

### Fonología
El inventario consonántico de esta lengua viene dado por:
|           | Bilabial | Bilabial | Alveolar | Alveolar | Palatal | Palatal | Velar | Velar | Glottal | Glottal |
| --------- | -------- | -------- | -------- | -------- | ------- | ------- | ----- | ----- | ------- | ------- |
| Nasal     | m        | m        | n        | n        | ɲ       | ɲ       |       |       |         |         |
| Oclusiva  | p        | b        | t        | d, dʲ    |         |         | k     | (g)   | ʔ       | ʔ       |
| Africada  |          |          | ʦ        | ʦ        | ʧ       | ʧ       |       |       |         |         |
| Fricativa |          |          | s        | s        | ʃ       | ʃ       |       |       | h       | h       |
| sonorante |          |          | l, ɾ     | l, ɾ     | j       | j       | w     | w     |         |         |

Los fonemas /b-, d-/ son el resultado de /*m-, *n-/ en posición inicial por la cual /m, n/ son muy raros en posición inicial de palabra. El fonema /g/ sólo aparece en préstamos del español. En algunos textos los fonemas /ɲ, ʦ, ʧ, ʃ, ɾ, j/ son transcritos frecuentemente mediante la convención americanista en lugar de mediante el AFI en ese caso la transcripción más frecuente es: /ñ, c, č, š, r, y/.